# کراس‌ایر
کراس‌ایر (آلمانی: Crossair) شرکت هواپیمایی سوئیسی است، که در سال ۱۹۷۸ تأسیس شد.